# Залазная (приток Печоры)
Залазная — река в России, протекает в Республике Коми по территории района Печора. Правый приток реки Печора.

## География
Устье реки находится в 949 км по правому берегу реки Печора. Длина реки составляет 41 км.

## Этимология гидронима
Вероятно, гидроним происходит от славянского слова залаз, означавшего у коми «зарубки родовых знаков на деревьях».

## Данные водного реестра
По данным государственного водного реестра России относится к Двинско-Печорскому бассейновому округу, водохозяйственный участок реки — Печора от водомерного поста у посёлка Шердино до впадения реки Уса, речной подбассейн реки — бассейны притоков Печоры до впадения Усы. Речной бассейн реки — Печора.
Код объекта в государственном водном реестре — 03050100212103000063269.